# Chartreuse de Bordeaux
Pour les articles homonymes, voir Chartreuse Notre-Dame (homonymie).
La chartreuse Notre-Dame-de-Miséricorde est un ancien monastère des Chartreux à Bordeaux.

## Histoire
Au XIVe siècle, quelques Chartreux de Vauclaire, chassés de leur couvent par les Anglais, ont bâti un petit ermitage, ou hospice, « hors des murs » de Bordeaux, à côté de la Garonne, devenu aujourd'hui le quartier des Chartrons, sur une propriété qui leur a été donnée par Pierre Maderan, notaire de la ville ; l’acte date du 5 octobre 1383. Arnaud Andra, chanoine et prévôt de l’église Saint-Seurin, leur fait aussi une donation le 26 août 1425. Toutefois, ils quittent cet ermitage en 1460, pour retourner à Vauclaire et laissent quelques religieux dans la maison.
Au XIVe siècle, le chapitre général rétablit la chartreuse de Bordeaux, sous le vocable de « Notre-Dame-de Miséricorde », dans un faubourg de Bordeaux, l'actuel quartier de Mériadeck . La nouvelle maison a pour fondateurs Blaise de Gasq, seigneur de Blaignac, baron de Saint-Sulpice, qui se fait chartreux, sous le nom d'Ambroise, au monastère de La Tour, en Calabre, et François d’Escoubleau, cardinal de Sourdis, son exécuteur testamentaire qui achète, le 13 janvier 1609, au lieu-dit « Pipas », un vaste terrain marécageux,  aux portes de Bordeaux. La première pierre de l’église, est posée le 8 juillet 1611 par le cardinal de Sourdis, en présence d’Henri II de Bourbon, prince de Condé, gouverneur de Guyenne. Originellement dédiée à Saint-Bruno, elle est consacrée le 29 mars 1620.
Le 25 octobre 1618, le cardinal de Sourdis décide de faire bâtir et de doter un hospice, l'hôpital Saint-Charles, à côté de la chartreuse, hôpital administré et dirigé par les chartreux, ainsi qu'une pharmacie.
Le 13 février 1790, l'assemblée constituante prononce l'abolition des vœux monastiques et la suppression des congrégations religieuses. Le monastère est partiellement détruit et les biens des chartreux confisqués et vendue comme biens nationaux. On a établi, en 1791, dans l'enclos de la chartreuse, le cimetière général; en 1802, le jardin des plantes, et en 1806, la pépinière départementale et plusieurs rues ont été créées, sur le reste du terrain de cet enclos.
En 1820, l'église est devenue paroissiale d'abord sous le nom de Saint Vincent de Paul puis sous le vocable de Saint-Bruno.

## Moines notables

### Prieurs
- 1620-1627 : Pacifique Tixier (†1645), né à Felletin, profès de Port-Sainte-Marie, prieur de Villefranche-de-Rouergue, en 1614; de Port-Sainte-Marie, en 1616;prieur-fondateur de la chartreuse de Bordeaux. En 1627, transféré à Toulouse.

- 1627-1631 : Polycarpe de la Rivière (†1638), né dans une famille noble du Velay à Tence vers 1586, il fait profession à la Grande Chartreuse le 1er mars 1609, prieur de Sainte-Croix-en-Jarez en 1618, de Bordeaux en 1627, de Bonpas en 1631 et visiteur de Provence.

- 1642-1643 : Antoine Tixier (†1655), né à Felletin, profès de Toulouse, prieur de Rodez en 1617, puis de Cahors en 1627, prieur à Bordeaux en 1642, à Cahors dès l’année suivante, transféré à Toulouse en 1645.

- 1647-1660 : François de la Roche (†1663/64), profès de Port-Sainte-Marie, prieur de la chartreuse de Bordeaux en 1647, transféré au priorat de Cahors en 1660, en même temps convisiteur d’Aquitaine.

- 1666 : Jean de Boyer (†1684), natif de Murat,  profès de Cahors, prieur de Bordeaux, commissaire général au Portugal, en Espagne, visiteur des chartreuses d'Italie, en Allemagne, convisiteur et visiteur de la province d'Aquitaine, prieur des Castres[3],[4].

- 1694 : Joseph Torrilhon (†1706), originaire du Velay, profès de Toulouse, prieur de Castres en 1678, transféré au Puy en 1682, prieur de Bordeaux et convisiteur d’Aquitaine. En 1694, il passe prieur de Cahors et visiteur, redevient en 1701 prieur de Castres, déposé en 1705

- 1746 : Jean-Baptiste Leroy[5].

- 1767 : François-Xavier Derrua (†1777), profès et procureur de la chartreuse de Bordeaux, prieur en 1767, transféré au priorat du Glandier en 1770.

## Patrimoine foncier
Ambroise de Gasq fait don, aux chartreux, par son testament, daté du 5 décembre 1605, du château de La Bastide à Blaignac, avec ses terres, vignes et revenus,, vendu comme bien national à la révolution.
En novembre 1618, le prieuré de Cayac est uni à la chartreuse de Bordeaux par le cardinal de Sourdis afin de pourvoir à l'entretien de l'hôpital Saint-Charles.
Le 28 avril 1620, Arnaud de Gascq, frère d'Ambroise et abbé commendataire de l'abbaye de Saint-Ferme, fait don à la chartreuse, du domaine viticole du château La Louvière, situé sur la commune de Léognan,. Au XVIIIe siècle, ses vins de l'appellation Pessac-Léognan , produits par les Chartreux, sont parmi « les plus excellents qu'on puisse boire dans tout le royaume ».
La chartreuse possède aussi des vignes à La Réole et dans le vignoble des Graves.